# California Bureau of Investigation
Pour les articles homonymes, voir CBI.
Le California Bureau of Investigation (CBI) est une agence de police placée sous la juridiction du procureur général de Californie pour les enquêtes criminelles complexes concernant le crime organisé. 
Elle a été créée dans le but d'aider les agences californiennes de l'administration fiscale et du shérif, ainsi que les agences fédérales des États-Unis le cas échéant.
Les services du CBI peuvent travailler en anglais et en espagnol.
Le CBI peut aussi traiter les délits concernant la fraude fiscale individuelle, la cybercrime, les abus de la police locale sur son territoire, les dols.

## La loi avec sa territorialité
Elle a été créée le 17 février 2012 et formée à partir d'autres agences qui existaient auparavant. L'agence actuelle est la réorganisation de l'existant rebaptisé en Bureau of Investigation and Intelligence avant de fusionner avec le Bureau of Narcotic Enforcement pour être le Bureau of Investigation (BI). 

## Armes de service
Les agents et officiers assermentés du CBI portent des pistolets Glock G22 et G23 (calibre .40 S&W) en 2013. Ces armes ont remplacé les Glock G17 et G19 (calibre 9 mm Luger) les équipant dans les années 1990.

## En fiction
Dans la série télévisée CBS Mentalist, les protagonistes travaillent pour l'unité des crimes majeurs du California Bureau of Investigation (CBI), basée à Sacramento. 

En 2009 (lors de la première saison de la série), l'agence réelle portant ce nom était le Bureau of Investigation and Intelligence. 